# آنلی والگرن
آنلی والگرن (انگلیسی: Anneli Wahlgren؛ زادهٔ ۱۵ ژانویهٔ ۱۹۷۱) بازیکن فوتبال اهل سوئد است.
وی همچنین در تیم ملی فوتبال زنان سوئد بازی کرده‌است.